# Erin Brady
Erin Brady (nasceu em 5 de novembro de 1987 em East Hampton, Connecticut, Estados Unidos) é dona do titulo de Miss USA 2013. Ela então representou os Estados Unidos no Miss Universo 2013, em Moscou, na Rússia, no dia 9 de novembro. Erin é a primeira mulher do estado de Connecticut a ser coroada Miss EUA.

## Concursos

### Miss Connecticut EUA 2013
Erin foi coroada Miss Connecticut USA 2013. Sendo sua segunda tentativa até receber o titulo estadual, após ser Vice-Campeã em 2012.

### Miss EUA 2013
Erin Brady competiu no concurso de Miss Universo 2013 em 16 de junho de 2013, representando o estado de Connecticut. Ela foi coroada a nova Miss EUA pela titular cessante Nana Meriwether, Miss USA 2012. Erin se tornou a primeira representante do estado de Connecticut a ser coroada Miss EUA.

### Miss Universo 2013
Erin representou os Estados Unidos na 62 edição do concurso anual de Miss Universo em 09 de novembro de 2013, na disputa para suceder a titular Miss Universo 2012, Olivia Culpo, também dos Estados Unidos, ficando em 6º lugar.

### Vida Pessoal

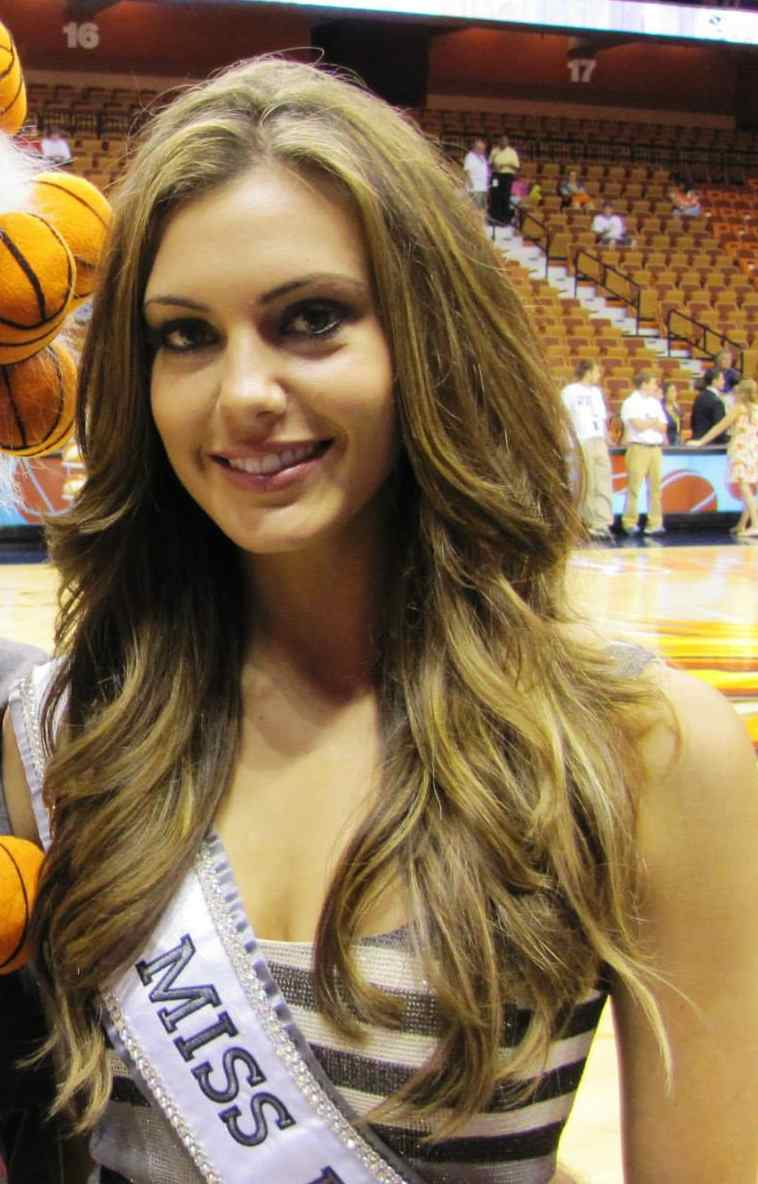
Erin Brady, no WNBA All-Star Game 2013.

Erin Brady é graduadada Universidade do Estado de Connecticut (Connecticut State University), com licenciatura em Finanças e especialização em Justiça Criminal. Ela é uma Contadora Financeira de uma empresa americana (Prudential Retirement), em Hartford, Connecticut.

Ela tem prestado serviços para a Ferrari e Amigos Concorso (Friends Concorso), e faz serviços voluntários para o Hospital de Medicina Infantil e para o "Make-A-Wish-Fundation", para diretora da instituição, Susan G. Komen: 
Brady está noiva de Tony Capasso. O casal marcou a data de seu casamento no dia 9 de novembro, o mesmo dia em que ela competiu no concurso de Miss Universo, em Moscou. De acordo com as regras de Miss EUA, Erin completou seu primeiro ano como titular da coroa de miss então poderia realizar seu casamento sem problema.

## Origens
Erin Brady é de ascendência armênia, polonesa, alemã e raízes irlandesas.